# Parallelia solomonensis
Parallelia solomonensis là một loài bướm đêm trong họ Erebidae.